# 170 (число)
Вижте пояснителната страница за други значения на 170.
170 (сто и седемдесет) е естествено, цяло число, следващо 169 и предхождащо 171.
Сто и седемдесет с арабски цифри се записва „170“, а с римски цифри – „CLXX“. Числото 170 е съставено от три цифри от позиционните бройни системи – 1 (едно), 7 (седем), 0 (нула).

## Общи сведения
- 170 е четно число.
- 170-ият ден от годината е 19 юни.
- 170 е година от Новата ера.